# Veľké Uherce (zbiornik wodny)
Veľké Uherce (słow. Vodná nádrž Veľké Uherce) – sztuczny zbiornik wodny na potoku Drahožica (dopływ Nitry) w północnej części grupy górskiej Trybecz na Słowacji. Powstał w 1971 r.

## Położenie
Zbiornik znajduje się u wylotu doliny Doliny Drahożyckiej spomiędzy gór grupy górskiej Trybecza do południowej części Kotliny Górnonitrzańskiej. Leży w granicach wsi Veľké Uherce w powiecie Partizánske. Zapora, spiętrzająca wody zbiornika, wznosi się pomiędzy masywem góry Čierny vrch (440 m n.p.m.) na północnym wschodzie a bezimiennym masywem (ok. 340 m n.p.m.) na południowym zachodzie.

## Charakterystyka
Dolinę przegradza zapora ziemna z okładziną betonową. Dolinny zbiornik zaporowy o powierzchni lustra wody ok. 22 ha (maksymalnie 25 ha) i maksymalnej głębokości ok. 8 m gromadzi średnio 1,8 mln m³ wody. Głównym zadaniem zbiornika było zapewnienie regularnych dostaw wody dla dawnych zakładów przemysłu obuwniczego (Závody 29. augusta) w mieście Partizánske. Powstał także jako element ochrony przeciwpowodziowej doliny Nitry. Pełni również funkcje rekreacyjne i sportowe. Gospodarkę rybną w zbiorniku prowadzi Słowacki Związek Rybacki (Slovenský rybársky zväz).
Po raz pierwszy zbiornik był opróżniony w celach remontowych w latach 1984–1986. Jesienią 2013 roku woda z zapory została ponownie spuszczona. Powodem była konieczność oczyszczenia zbiornika z nanosów oraz remont zapory, której betonowe okładziny zaczynały przeciekać. Do lata 2016 r. prace nie zostały zakończone.
W zbiorniku żyją różne gatunki ryb, m.in. karp, płoć, szczupak. Podczas spuszczania wody wyłowiono wiele egzemplarzy tołpygi białej o dł. do 110 cm i wadze do 40 kg.